# Euros (geslacht)
Euros is een geslacht van vlinders van de familie uilen (Noctuidae), uit de onderfamilie Hadeninae.

## Soorten
- E. cervina H. Edwards, 1890
- E. proprius H. Edwards, 1881